# Tremp
Tremp là một đô thị trong tỉnh Lleida, cộng đồng tự trị Cataluña Tây Ban Nha. Đô thị Tremp có diện tích là 302 ki-lô-mét vuông, dân số năm 2009 là 6368 người với mật độ 21,03 người/km². Đô thị Tremp có cự ly 98 km so với tỉnh lỵ Lleida.